# NGC 5157
NGC 5157 ist eine 13,4 mag helle Balkenspiralgalaxie vom Hubble-Typ SBa im Sternbild der Jagdhunde, die etwa 329 Millionen Lichtjahre von der Milchstraße entfernt ist.
Sie wurde am 20. März 1787 von Wilhelm Herschel mit einem 18,7-Zoll-Spiegelteleskop entdeckt, der sie dabei mit „vF, S“ beschrieb.